# اچ‌ام‌اس رابرت (دی۴۱)
اچ‌ام‌اس رابرت (دی۴۱) (به انگلیسی: HMS Walpole (D41)) یک کشتی بود که طول آن ۳۱۲ فوت (۹۵٫۱ متر) بود. این کشتی در سال ۱۹۱۸ ساخته شد.